# بالان وندرورلد
بالان وندرورلد (بالإنجليزية: Balan Wonderworld‎؛ باليابانية: バランワンダーワールド‎، ‏باران واندَوَرودو)، هي لعبة فيديو منصات طورتها شركة بالان وآرزيست ونشرتها سكوير إنكس، صدرت في 26 مارس 2021 على مايكروسوفت ويندوز ونينتندو سويتش وبلاي ستيشن 4 وبلاي ستيشن 5 وإكس بوكس ون وإكس بوكس سيريس إكس وأس. أخرج اللعبة يوجي ناكا مع ناوتو أوشيما كمخرج فني، مبتكرو القنفذ سونيك ونايتس إنتو دريمز. هي اللعبة الأولى التي طورتها الشركة، الذي أسسها يوجي ناكا كشركة تابعة لسكوير إنكس، حيث تدعم 23 لغة، ومن بينها العربية.

## وصلات خارجية
- الموقع الرسمي